# Boxwood Barkentine
Ch. Boxwood Barkentine (sinh tháng 7 năm 1920) là một con chó thuộc giống Chó sục Airedale. Nó là con chó xuất sắc nhất tại Triển lãm chó Câu lạc bộ Westminster năm 1922, lần thứ ba nó được trao cho một thành viên của giống chó này. Đó là chương trình đầu tiên Barkentine được tham gia vào khi trưởng thành.
Barkentine được sinh ra ở Brookline, Massachusetts vào tháng 7 năm 1920. Chủ sở hữu và nhà tạo giống của nó là Frederic C. Newton, cũng đã nhân giống mẹ và bà của Barkentine.

## Lịch sử thi đấu
Khi còn là một chú chó con, nó được tham gia hai chương trình do Câu lạc bộ Airedale của New England tổ chức, giành giải thưởng cho Chó con tốt nhất trong cả hai lần. Ở tuổi 20 tháng, nó được tham gia Triển lãm chó Câu lạc bộ Westminster trong lần xuất hiện đầu tiên trong các bậc dành cho chó trưởng thành.   Đầu tiên con chó giành chiến thắng ở hạng mục "người mới" thuộc giống chó của mình, đủ điều kiện và sau đó lấy danh hiệu con chó tốt nhất của giống chó của mình và sau đó là danh hiệu Best of Breed, lấy Giải vô địch Airedale của Câu lạc bộ Airedale. Nó tiếp tục thi đấu và giành Cúp tưởng niệm James Mortimer cho chú chó tốt nhất nước Mỹ trong chương trình.
Tại triển lãm Boston sau đó cùng tháng với chiến thắng của Boxwood Barkentine tại Westminster, nó đã bị đánh bại bởi Chó sục cáo lông xoăn Hard Cider trong hạng mục chó lai Mỹ. Boxwood Barkentine đã bị Hard Cider đánh bại một lần nữa trong Vòng thi xuất sắc nhất. Tại triển lãm Baltimore vào tháng 3, Barkentine đã bị đánh bại trong Best in Show bởi International Weather, một chú chó chăn cừu Anh cổ mà nó đã từng đã đánh bại trong vòng Best in Show tại Westminster.
Boxwood Barkentine đã giành được giải thưởng Airedale Bowl của Câu lạc bộ Airedale của Mỹ một lần nữa tại Triển lãm Chó phương Đông năm 1923.